# أخزيا ملك يهوذا
أخزيا ملك يهوذا أو يهوآحاز (باليونانية: Οχοζιας)، (باللاتينية: Ahazia)  هو ملك يهوذا من 842 إلى 841 ق.م، وابن الملك يهورام من زوجته عثليا ابنة ملك إسرائيل أخاب. وكان أيضًا أول ملك يهودي ينحدر من كلٍ من بيت داود (أهل أبيه) وبيت عمري (أهل أمه).
وفقا لسفر الملوك الثاني 8: 26، كان أخزيا يبلغ من العمر 22 عامًا عندما بدأ الحكم، وملك لمدة سنة واحدة في القدس. بينما ذكر سفر أخبار الأيام الثاني 22: 2 أن عمره كان 42 سنة عندما بدأ عهده في أورشليم، ويعتبر معظم العلماء أن «42 عامًا» في سفر أخبار الأيام الثاني هي خطأ في النسخ والصحيح «22 عامًا». والبعض الآخر يفسرها على أن 42 هو فترة حكم أسرة آخاب (أي الحكم الفاسد وعبادة البعل) ولذلك قال في سفر (أخبار الأيام الثاني 22: 2) «كَانَ أَخَزْيَا ابْنَ اثْنَتَيْنِ وَأَرْبَعِينَ سَنَةً حِينَ مَلَكَ» (أخبار الأيام الثاني 22: 2) قال ابن وليس عمره فهو أبن 42 من الحكم المنحرف، فمن غير المنطقي أن يحدث خطأ كهذا مع العلم أن عمر أبيه مكتوب قبلها مباشرةً، وذلك بسبب أن طبيعة السفر تتحدث عن أخبار الأيام وليس أخبار الملوك.
قام وليام أولبرايت بتأريخ بداية حكمه من عام 842 قبل الميلاد.

## حكمه
كان أخزيا هو الابن الأصغر ليهورام ملك يهوذا. ووفقا لسفر أخبار الأيام الثاني 22: 3؛ كانت أمه تشير عليه بفعل الشر.
ذهب أخزيا مع عمه يهورام ملك إسرائيل ليحارب الأراميين في راموث جلعاد فَجُرحَ يهورام وذهب إلى يزرعيل ليبرأ، فذهب أخزيا لزيارته، وفي تلك الأثناء ثار ياهو على يهورام وقتله، وكذلك أمر رجاله بقتل أخزيا فقتلوه.